# 格伦迪
格伦迪是馬爾他的市镇及村莊，位于馬耳他島南部。市镇面积为4.9平方公里，2021年人口数量为3,148人。

## 外部連結
- 官方网站  （马耳他文） （英文）
- Soċjeta' Mużikali Santa Marija, Qrendi （页面存档备份，存于） （马耳他文）
- 格伦迪堂区 （页面存档备份，存于） （马耳他文）